# Positano
Positano är en liten by och kommun vid Amalfikusten i provinsen Salerno i Kampanien, en och halv timmars bilfärd söder om Neapel i sydvästra Italien. Byn består till stor del av trappor, då den är belägen på en sluttning.

## Historia
Positano var en hamn i Amalfis hertigdömen under medeltiden och blomstrade under 1500- och 1600-talen, men vid mitten av 1800-talet var tiderna svåra. Mer än hälften av invånarna emigrerade.
Positano var en relativt fattig fiskeby under 1900-talets först hälft. Turister började komma under 1950-talet, särskilt efter att John Steinbeck publicerat en essä om Positano i maj 1953.